# Cooper Dillon
Cooper Dillon (* 2008 in Miami, Florida) ist ein amerikanisch-deutscher Schauspieler und Musicaldarsteller. 

## Werdegang
Dillon begann seine Karriere mit einer Hauptrolle in der deutschen Version des Broadway-Musicals Mary Poppins (2018), wo er die Hauptrolle Michael Banks übernahm. Seitdem hatte er (teilweise wiederkehrende) Haupt- und Nebenrollen in einigen deutschen und internationalen Fernseh- und Filmproduktionen. Außerdem hat er für zwei Kurzfilme gedreht und in einer historischen Produktion über den jungen Balletttänzer Rudolf Nureyew die Hauptrolle gespielt. 2022 drehte er für den Kurzfilm Noah’s Strophe, welcher im Oktober 2023 seine Weltpremiere feierte und gewann dafür einen Sonderpreis für das beste Schauspiel. Zudem stand er im selben Jahr für die Lionsgate-Produktion Die Tribute von Panem – The Ballad of Songbirds and Snakes vor der Kamera. 2023 drehte er für die Constantin-Film Produktion Chantal im Märchenland.

## Filmografie (Auswahl)
- 2020: Die Pfefferkörner – Der Rote Elefant (Fernsehserie)
- 2020: Großstadtrevier – Die Prepper (Fernsehserie)
- 2021: Sarah Kohr – Geister der Vergangenheit (Fernsehfilm)
- 2021: Neuland (Miniseries)
- 2022: Sarah Kohr – Irrlichter (Fernsehfilm)
- 2022: Noah’s Strophe[7] (Kurzfilm)
- 2022: Mein Traum – Meine Geschichte[8] (Fernsehserie)
- 2023: Die Tribute von Panem – The Ballad of Songbirds and Snakes (The Hunger Games: The Ballad of Songbirds and Snakes) (Kinofilm)
- 2024: Chantal im Märchenland (Kinofilm)

## Auszeichnungen
- 2023: Bestes Schauspiel in Noah’s Strophe bei FILMZ – Festival des deutschen Kinos (Sonderpreis)[5]